# فوارة (بلنسية)
الفوَّارة أو الحوَّارة هي بلدة في منطقة بلنسية في إسبانيا.